# Ota darvoza
Ota darvoza sind die westlichen Tore der Zitadelle Ichan Qalʼа in Xiva, die faktisch als Haupteingang der Festung dienen. Sie wurden zwischen 1828 und 1829 errichtet. 
Derzeit stehen sie auf der Liste des materiellen Kulturerbes von nationaler Bedeutung in Usbekistan. Sie sind Teil des Weltkulturerbes als Teil des historischen Teils der Stadt Chiwa.

## Geschichte
Die Ata-Darvaza wurden während der Herrschaft des Chiwa-Khans Olloqulixon in den Jahren 1828-1829 erbaut. Im Inneren der Tore befanden sich 13 Handelsreihen, ein überdachter Basar namens Chorsu. Auf der rechten Seite der Tore befand sich die Medrese Muhammad Amin Khan, auf der linken Seite der Palast des Khans, Konya Ark.
Die Stadttore waren Teil des Verteidigungssystems. Am Beispiel der Ata-Darvaza kann man sehen, dass sie "Angriffstürme" haben, die sich auf beiden Seiten des Torbogens befinden, und über den Toren gibt es auch Aussichtsgalerien.
Im Inneren der Tore befanden sich ein Zollamt und eine Sarrafkhana (Geldwechselstube) sowie ein Raum für den Torwächter. Die Größe des Bauwerks und die Abmessungen der Konstruktion entsprechen dem 19. Jahrhundert. Um die Stabilität der Struktur zu gewährleisten, wurden die Form der Torbögen unter Berücksichtigung des Gewichts der Ziegelsteine gestaltet und Holzbalken wurden in eine Reihe von gelegten Ziegeln eingeführt. Bei dieser Methode wurden für den Bau kleiner Kuppeln die Ziegel in Form von "Davra" und "Balkhi" angeordnet. Gleichzeitig wurde der Innenraum des Gebäudes verputzt.
Die Tore haben eine rechteckige Form (17,50 m × 15,40 m). In den Toren befinden sich vier Haupträume, die durch einen langen Korridor verbunden sind. In einem der Räume befand sich eine Wendeltreppe, die zum Dach der Tore führte.
Das ursprüngliche Aussehen der Ata-Darvaza ist nicht erhalten geblieben, die Tore wurden im Jahr 1920 zerstört. In den Jahren 1974–1978 wurde eine Restaurierung der Tore anhand von Archivmaterial durchgeführt.
Die Torflügel sind mit geschnitzten Pflanzenmotiven ("Ishlimi") und geometrischen Ornamenten verziert. Die Flügel beider Tore sind im zentralen Teil mit gleichseitigen Vierecken gleicher Proportionen und Größen gestaltet, in denen Kreise mit Abbildungen von achteckigen Sternen eingefügt sind. Innerhalb des Kreises auf der rechten Tür ist auf Arabisch die Sure "Ikhlas" aus dem Koran geschrieben, auf der linken Tür steht "Kalimai Shahadat" mit den Worten "La ilaha illallah Muhammadur Rasulullah" (Es gibt keinen Gott außer Allah, und Muhammad ist sein Prophet). Diese Türen sind jedoch nicht original, sie befanden sich zuvor im Landsitz von Muhammad Amin Khan.